# Cephalodella marina
Cephalodella marina is een soort in de taxonomische indeling van de raderdieren (Rotifera). 
Het dier behoort tot het geslacht Cephalodella en behoort tot de familie Notommatidae. De wetenschappelijke naam van de soort werd voor het eerst geldig gepubliceerd in 1924 door Myers.